# Argyrolepidia basiplaga
Argyrolepidia basiplaga är en fjärilsart som beskrevs av Rothschild 1900. Argyrolepidia basiplaga ingår i släktet Argyrolepidia och familjen nattflyn. Inga underarter finns listade i Catalogue of Life.